# Мільштатське озеро
Мільштатське озеро — (нім. Millstätter See) озеро в Австрії.
Знаходиться в Каринтії. Займає площу близько 19 км². Максимальна глибина 142 метра. Є одним з найбільших озер цієї федеральної землі. Озеро — популярний туристичний об'єкт. Температура води на поверхні влітку може досягати 25 °C (+77 °F).

## Транспорт

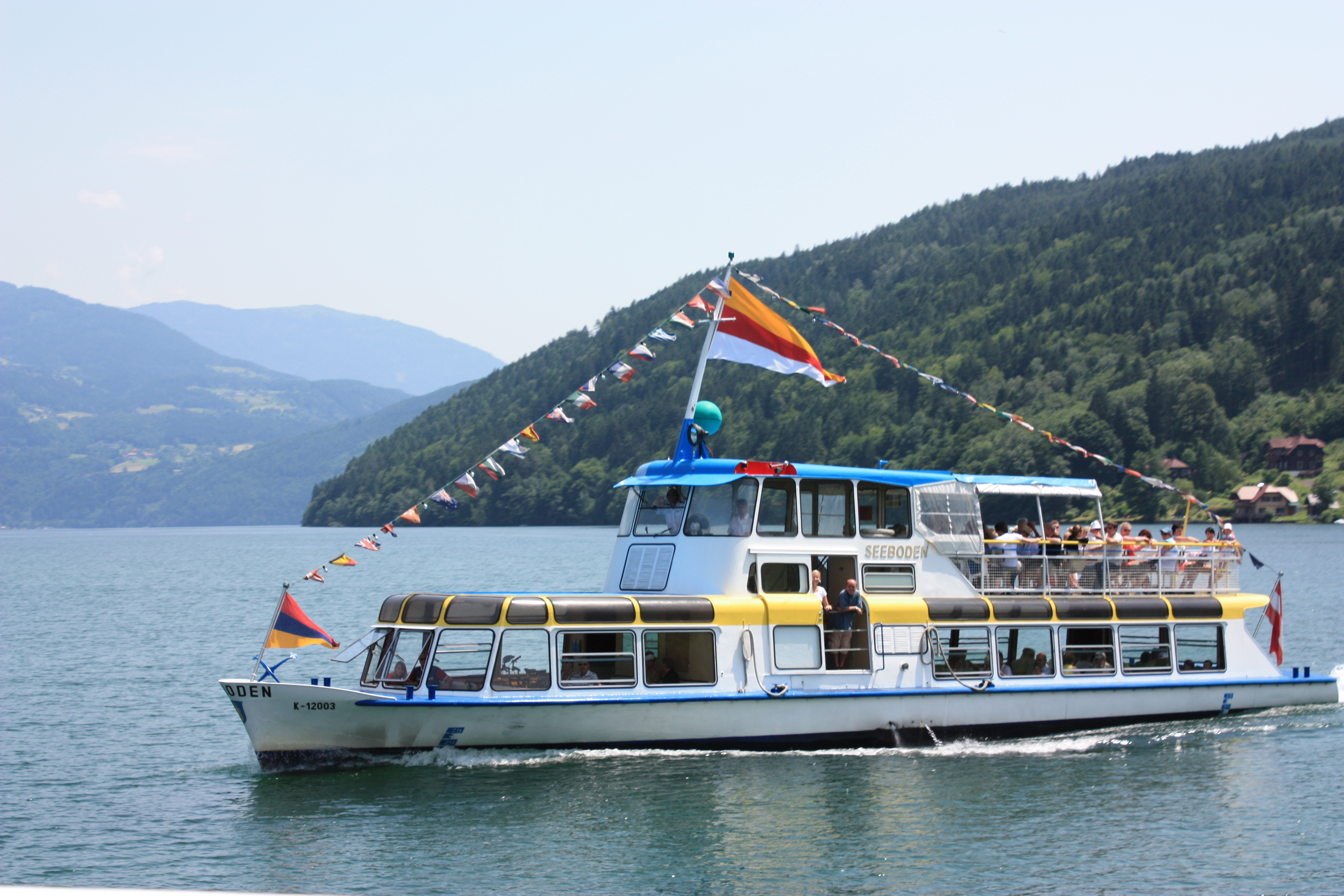
Пасажирський корабель

| Австрія | Це незавершена стаття з географії Австрії. Ви можете допомогти проєкту, виправивши або дописавши її. |

| Озеро | Це незавершена стаття про озеро . Ви можете допомогти проєкту, виправивши або дописавши її. |